# Белена сетчатая
Белена́ сетчатая (лат. Hyoscýamus reticulatus) — многолетние, реже двулетние, травянистые растения, вид рода Белена (Hyoscyamus) семейства Паслёновые (Colchicaceae).

## Ботаническое описание
Многолетнее, реже двулетнее растение, с вертикальным корнем и коротким многоглавым корневищем, покрытым бурыми чешуями и остатками листовых черешков. Стебель простой, реже ветвистый, опушенный клейкими паутинисто-переплетающимися волосками, особенно густыми и длинными на верхней части, на узлах и под соцветием, а также на черешках.
Листья с обеих сторон почти одинаково окрашены, ланцетные или линейно-ланцетные, верхние иногда продолговато-яйцевидные, все длинно-заострённые, прикорневые и стеблевые глубоко перисто-раздельные, с 5—6 ланцетными заострёнными долями с каждой стороны. Средние листья иногда двояко перисто-раздельные, и этом случае часто с неодинаковыми долями — крупными, раздельными и лопастными или частью зубчатыми и расположенными в промежутке между ними короткими цельными. Прикорневые листья собраны в розетку, снабжены длинными черешками. Стеблевые на черешках, к верхушке стебля постепенно укорачивающихся; самые верхние из них, как и прицветные, сидячие; прицветные листья обычно менее рассечённые, перисто-раздельные или лопастные с двумя-тремя парами долей или лопастей, верхние иногда цельные, ланцетно-линейные.
Цветки на коротких, длиной 3—6 мм, цветоножках. Чашечка при цветках широко колокольчато-обратно-коническая, железисто опушённая, до середины разрезанная на не вполне равные ланцетные или треугольные лопасти, вытянутые в длинное остистое остроконечие, при плодах колокольчато-трубчатая, длиной 20—28 мм, жёсткая, с выдающимися, толстыми, десятью продольными жилками, в верхней части, сетчато-жилковатая, с зубцами несколько отогнутыми наружу. Венчик грязно-фиолетово(или буровато)-пурпурный, с более тёмной сетью фиолетовых жилок, с так же окрашенным или несколько более светлым зевом, длиной 2,5—3,5 см, с короткой, до пяти-шести раз короче отгиба, трубкой и широким, отгибом, с короткими тупыми лопастями, снаружи коротко пушистый, с тычиночными нитями, до середины волосистыми, прикрепленными, в верхней части трубки, которая на этом уровне несет кольцо из волосков. Столбик голый, заметно превышающий венчик.
Коробочка в полтора раза короче чашечки, крышечка очень выпуклая, всего раза в полтора короче самой коробочки. Семена буровато-серые, с довольно крупными ячейками, разделёнными толстыми, извилистыми, сверху грубо бугорчатыми, перегородками.
Цветёт в апреле — июне. Плодоносит с июня.

## Распространение и экология
Ареал вида охватывает Западную Азию.
Произрастает по открытым сухим каменистым и щебнистым склонам гор в нижнем и среднем поясе, а также у дорог и как сорное в посевах и в низменных районах.

## Классификация

### Таксономия
- Hyoscyamus reticulatus L., 1762, Sp. Pl., ed. 2. 1: 257

Вид Белена сетчатая включается в род Белена (Hyoscyamus) трибы Беленовые (Hyoscyameae) подсемейства Паслёновые (Solanoideae) семейства Паслёновые (Solanaceae) порядка Паслёноцветные (Solanales), последовательно входящего в более крупные клады Ламииды → Астериды → Суперастериды → Эвдикоты → Цветковые растения. Таксономическая схема в соответствии с Системой APG IV по состоянию на июнь 2024 года:
|  |                          |  |                                   |                                   |                      |  | еще 4 семейства | еще 4 семейства   |                         |  |                     |  | еще 16 подтвержденных видов и 19 видов, ожидающих подтверждения | еще 16 подтвержденных видов и 19 видов, ожидающих подтверждения |  |
|  |                          |  |                                   |                                   |                      |  | еще 4 семейства | еще 4 семейства   |                         |  |                     |  | еще 16 подтвержденных видов и 19 видов, ожидающих подтверждения | еще 16 подтвержденных видов и 19 видов, ожидающих подтверждения |  |
|  |                          |  |                                   | порядок Камнеломкоцветные         |                      |  |                 |                   | подсемейство Пасленовые |  |                     |  |                                                                 |                                                                 |  |
|  |                          |  |                                   | порядок Камнеломкоцветные         |                      |  |                 |                   | подсемейство Пасленовые |  | вид Белена сетчатая |  |                                                                 |                                                                 |  |
|  | клада Цветковые растения |  |                                   |                                   | семейство Пасленовые |  |                 |                   | Род Белена              |  |                     |  |                                                                 |                                                                 |  |
|  | клада Цветковые растения |  |                                   |                                   |                      |  |                 |                   |                         |  |                     |  |                                                                 |                                                                 |  |
|  |                          |  | ещё 63 порядка цветковых растений | ещё 63 порядка цветковых растений |                      |  |                 | еще 7 подсемейств | еще 7 подсемейств       |  |                     |  |                                                                 |                                                                 |  |
|  |                          |  |                                   | ещё 63 порядка цветковых растений |                      |  |                 |                   | еще 7 подсемейств       |  |                     |  |                                                                 |                                                                 |  |

### Синонимы
- Hyoscyamus afghanicus Pojark.
- Hyoscyamus arachnoideus Pojark.
- Hyoscyamus camerarii Fisch. & C.A.Mey.
- Hyoscyamus coelesyriacus Bornm.
- Hyoscyamus issa-sadiqi Parsa
- Hyoscyamus kopetdaghi Pojark.
- Hyoscyamus kotschyanus Pojark.
- Hyoscyamus kotschyanus Pojark. & Pojark.
- Hyoscyamus kurdicus Bornm.
- Hyoscyamus leucanthera Bornm. & Gauba
- Hyoscyamus multicaulis Rechinger & Edelb.
- Hyoscyamus pinnatifidus Schltdl.
- Hyoscyamus pojarkovae Schönb.-Tem.
- Hyoscyamus purpureus Griseb.
- Hyoscyamus squarrosus Griff.